# Comuna Cetatea de Baltă, Alba
Cetatea de Baltă (în maghiară: Küküllővár, în germană: Kokelburg) este o comună în județul Alba, Transilvania, România, formată din satele Cetatea de Baltă (reședința), Crăciunelu de Sus, Sântămărie și Tătârlaua.

## Demografie
Componența etnică a comunei Cetatea de Baltă
     Români (41,26%)
     Romi (38,04%)
     Maghiari (14,36%)
     Alte etnii (0,5%)
     Necunoscută (5,84%)
Componența confesională a comunei Cetatea de Baltă
     Ortodocși (66,44%)
     Reformați (14,04%)
     Greco-catolici (7,13%)
     Penticostali (4,94%)
     Alte religii (1,5%)
     Necunoscută (5,95%)
Conform recensământului efectuat în 2021, populația comunei Cetatea de Baltă se ridică la 2.792 de locuitori, în scădere față de recensământul anterior din 2011, când fuseseră înregistrați 2.930 de locuitori. Cei mai mulți locuitori sunt români (41,26%), cu minorități de romi (38,04%) și maghiari (14,36%), iar pentru 5,84% nu se cunoaște apartenența etnică. Din punct de vedere confesional, majoritatea locuitorilor sunt ortodocși (66,44%), cu minorități de reformați (14,04%), greco-catolici (7,13%) și penticostali (4,94%), iar pentru 5,95% nu se cunoaște apartenența confesională.

## Politică și administrație
Comuna Cetatea de Baltă este administrată de un primar și un consiliu local compus din 13 consilieri. Primarul, Constantin Comandaru[*], de la Partidul Național Liberal, este în funcție din 2016. Începând cu alegerile locale din 2024, consiliul local are următoarea componență pe partide politice:
|  | Partid                                 | Consilieri | Componența Consiliului | Componența Consiliului | Componența Consiliului | Componența Consiliului | Componența Consiliului | Componența Consiliului | Componența Consiliului | Componența Consiliului |
|  | -------------------------------------- | ---------- | ---------------------- | ---------------------- | ---------------------- | ---------------------- | ---------------------- | ---------------------- | ---------------------- | ---------------------- |
|  | Partidul Național Liberal              | 8          |                        |                        |                        |                        |                        |                        |                        |                        |
|  | Uniunea Democrată Maghiară din România | 2          |                        |                        |                        |                        |                        |                        |                        |                        |
|  | Alianța pentru Unirea Românilor        | 1          |                        |                        |                        |                        |                        |                        |                        |                        |
|  | Partidul Social Democrat               | 1          |                        |                        |                        |                        |                        |                        |                        |                        |
|  | Partidul Oamenilor Tineri              | 1          |                        |                        |                        |                        |                        |                        |                        |                        |

## Atracții turistice
- Biserica reformat-calvină din satul Cetatea de Baltă, construcție secolul al XIII-lea, monument istoric
- Castelul "Bethlen-Haller din Cetatea de Baltă, construcție secolul al XVII-lea
- Biserica Unită cu Roma "Sfânta Treime" din Cetatea de Baltă
- Castrul roman de la Sântămărie
- *Biserica evanghelică-lutherană din satul Tătârlaua
- Monumentul Eroilor din Cetatea de Baltă

## Vezi și
- Biserica reformată-calvină din Cetatea de Baltă
- Biserica evanghelică din Tătârlaua

## Imagini

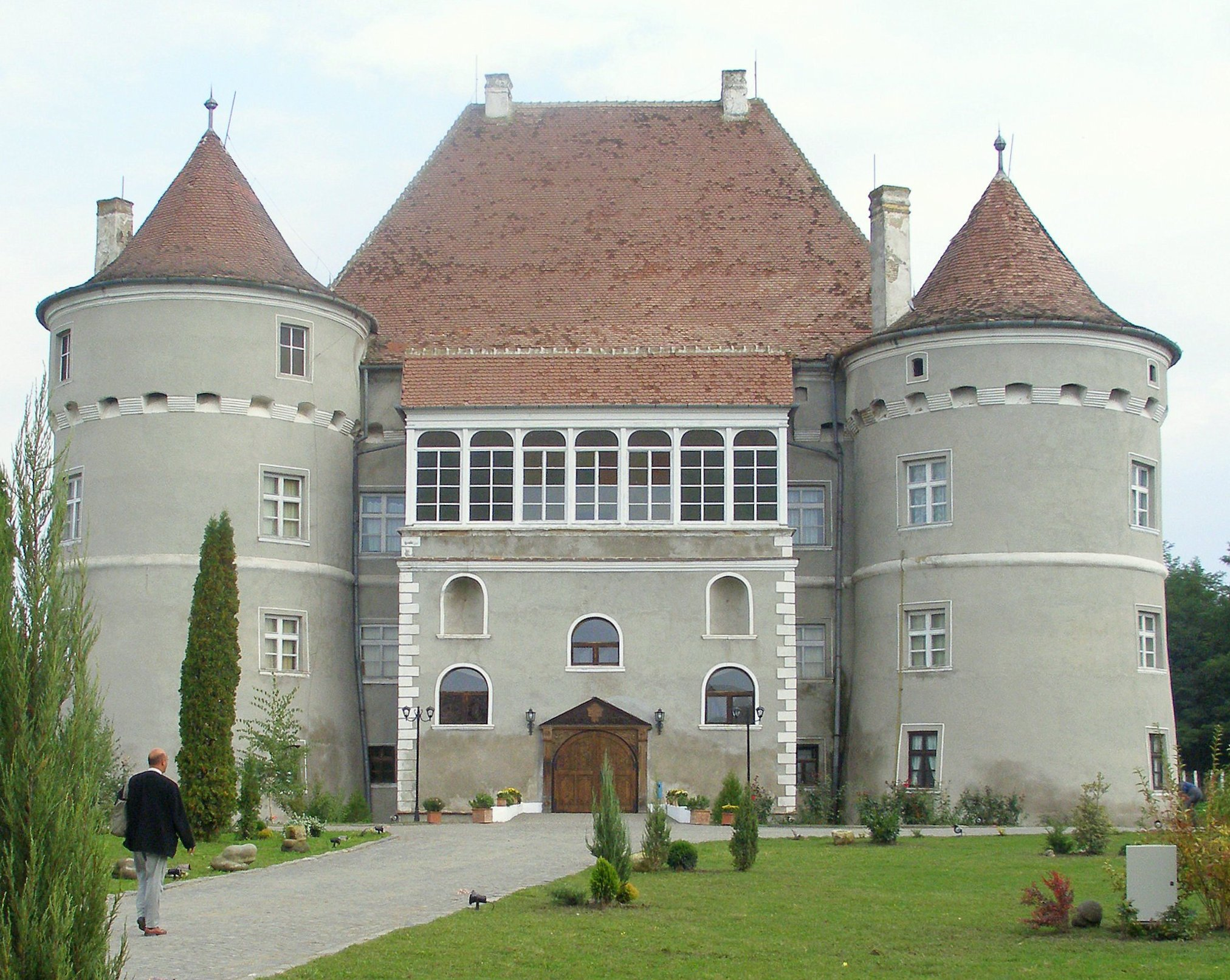
Castelul (monument istoric)
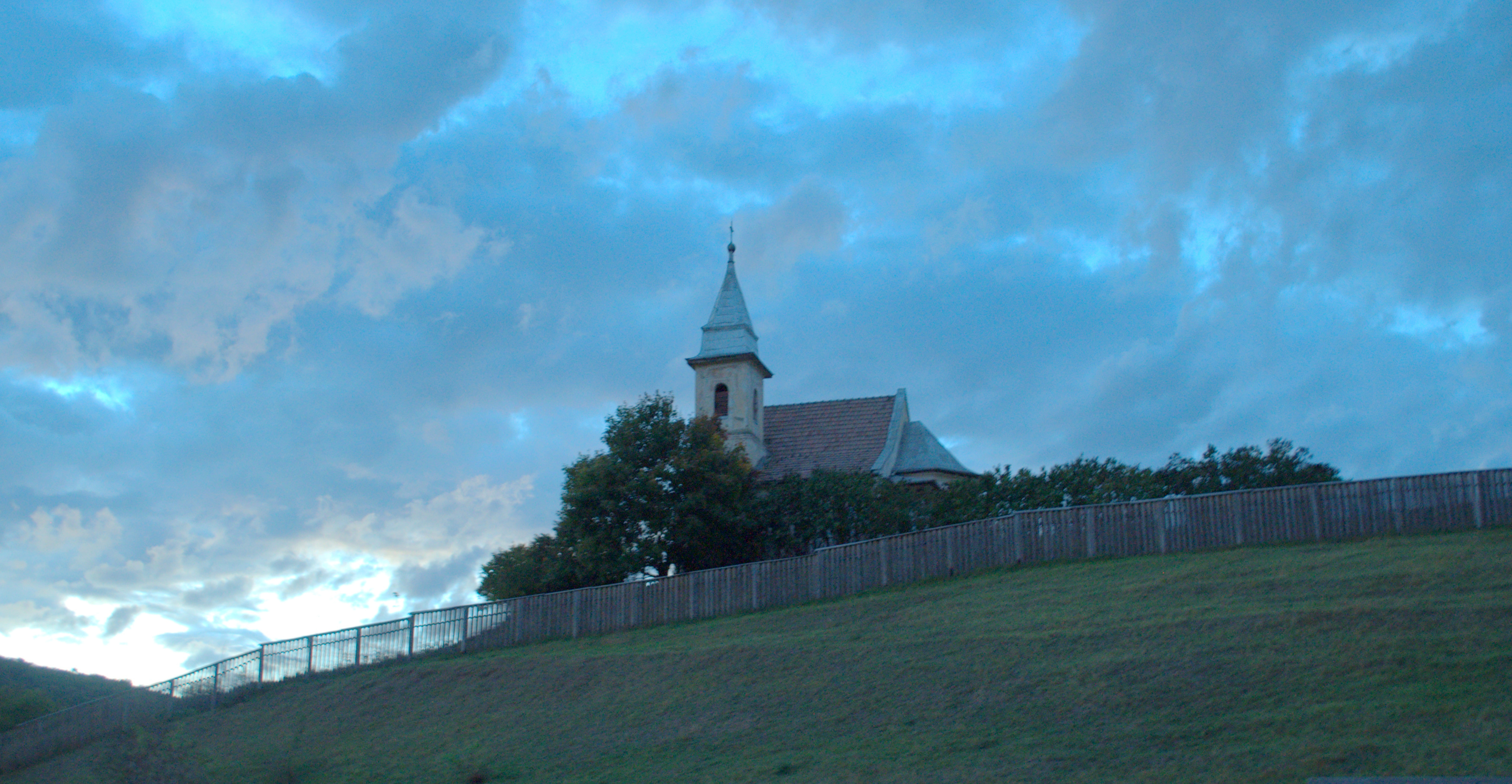
Biserica romano-catolică (capela castelului Bethlen-Haller)
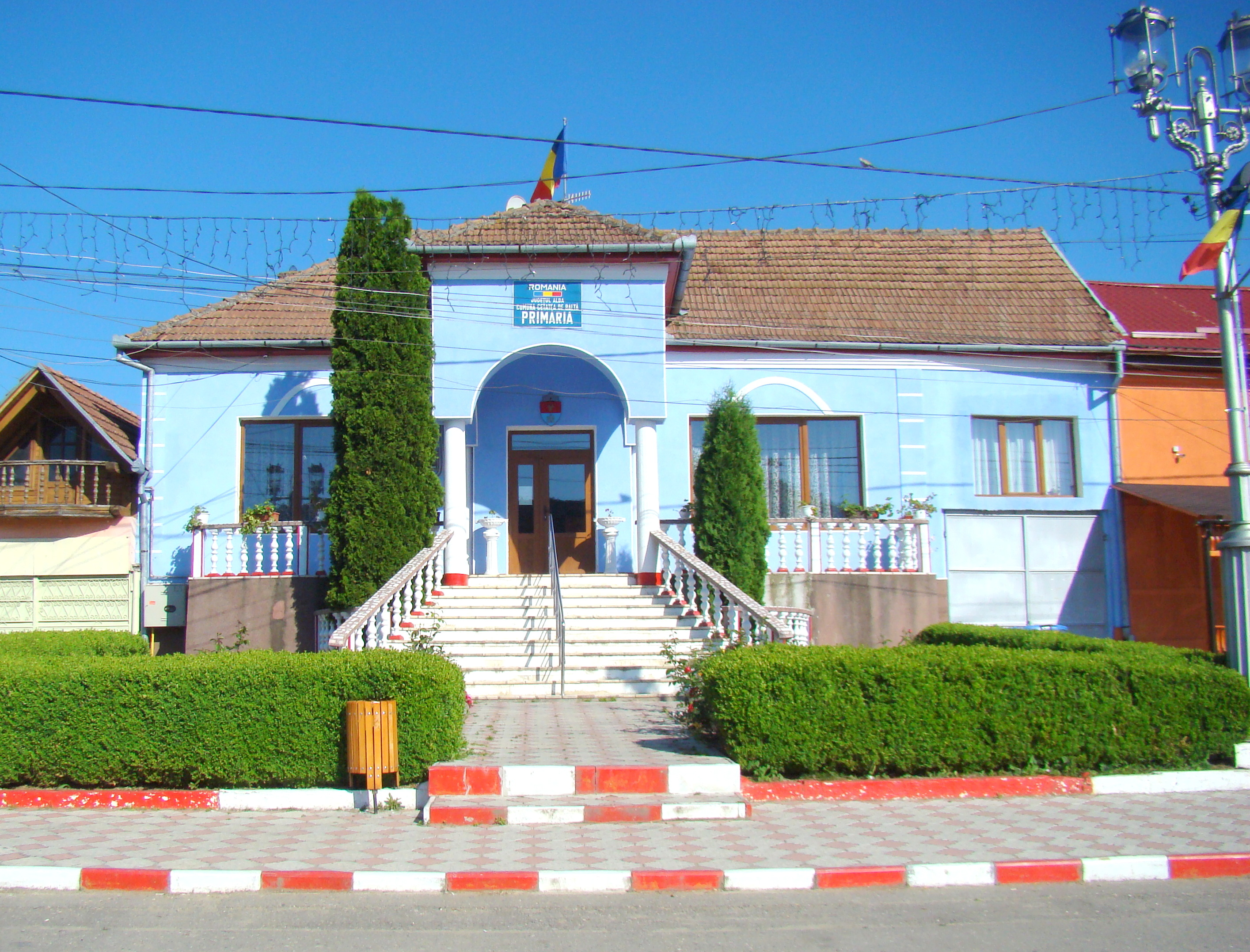
Primăria comunei
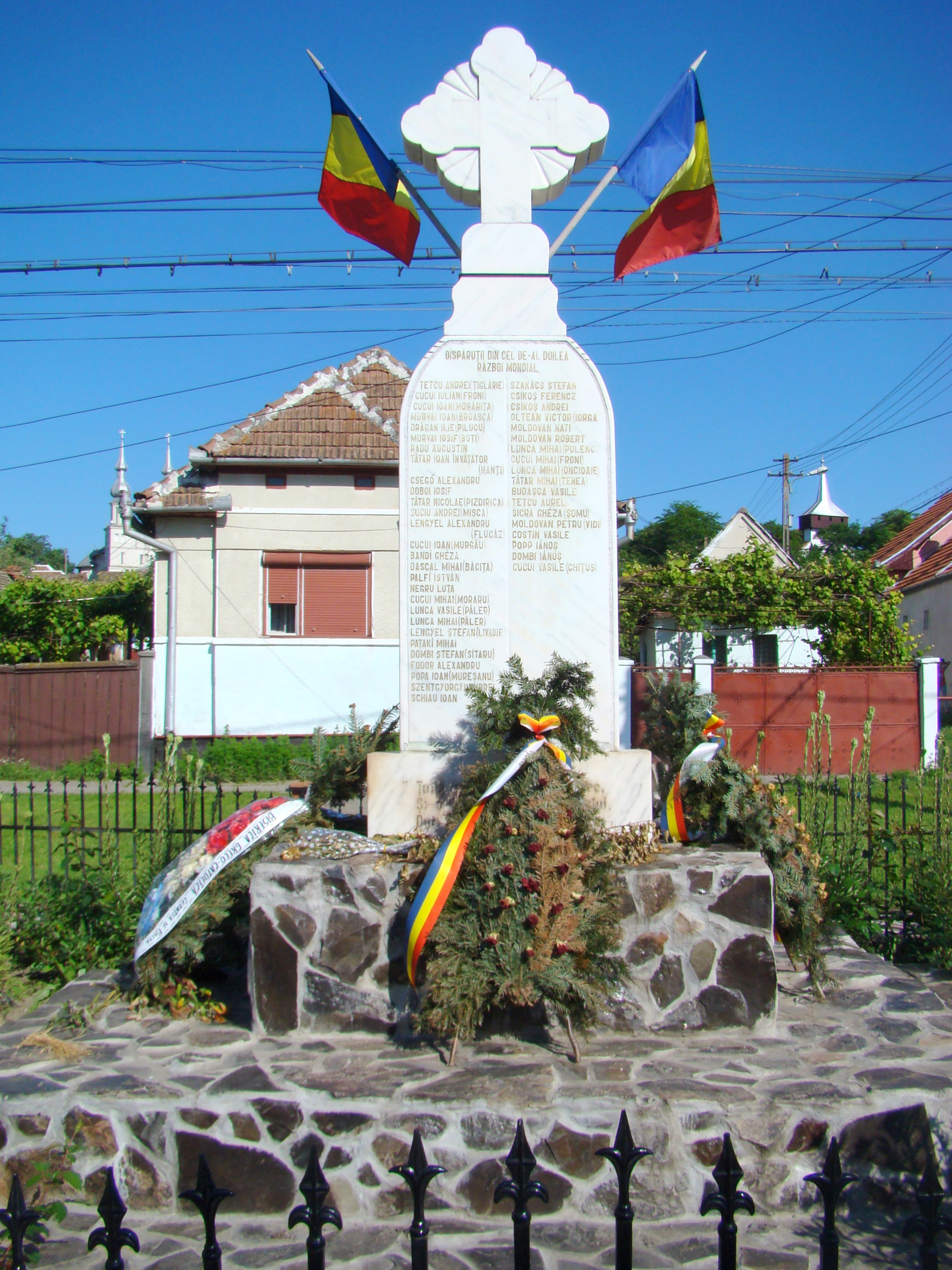
Monumentul eroilor
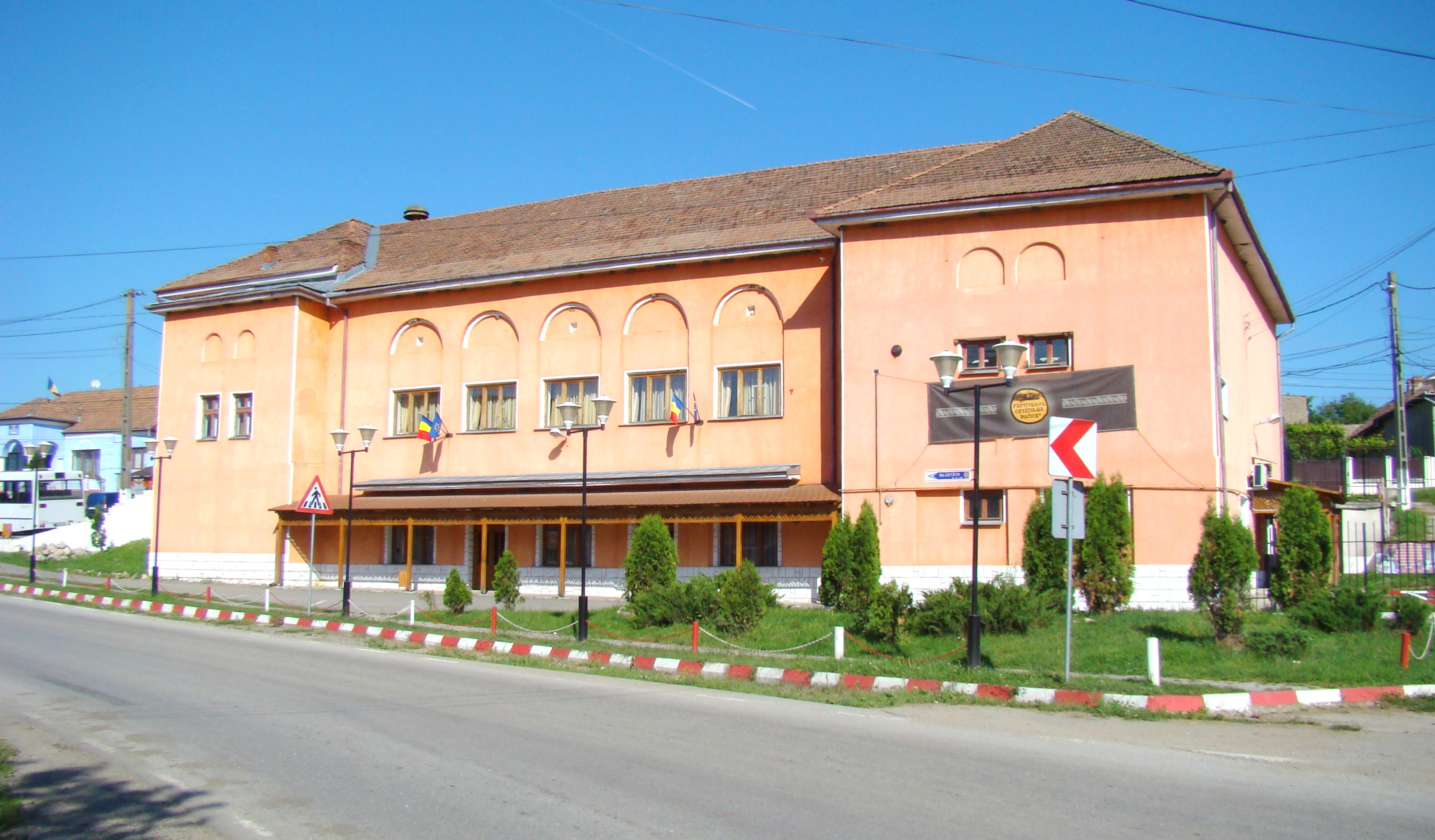
Căminul cultural
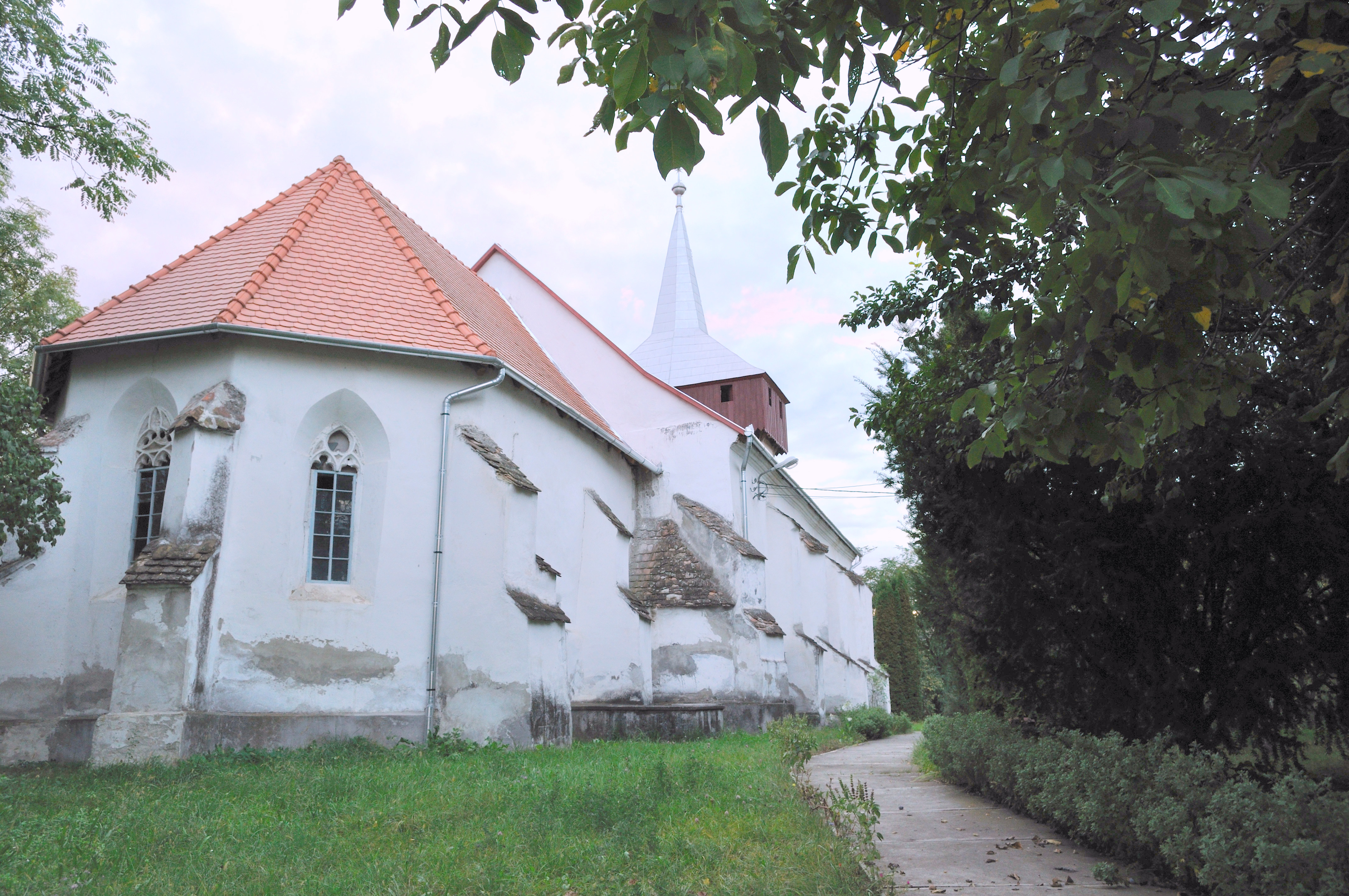
Biserica reformată (monument istoric)
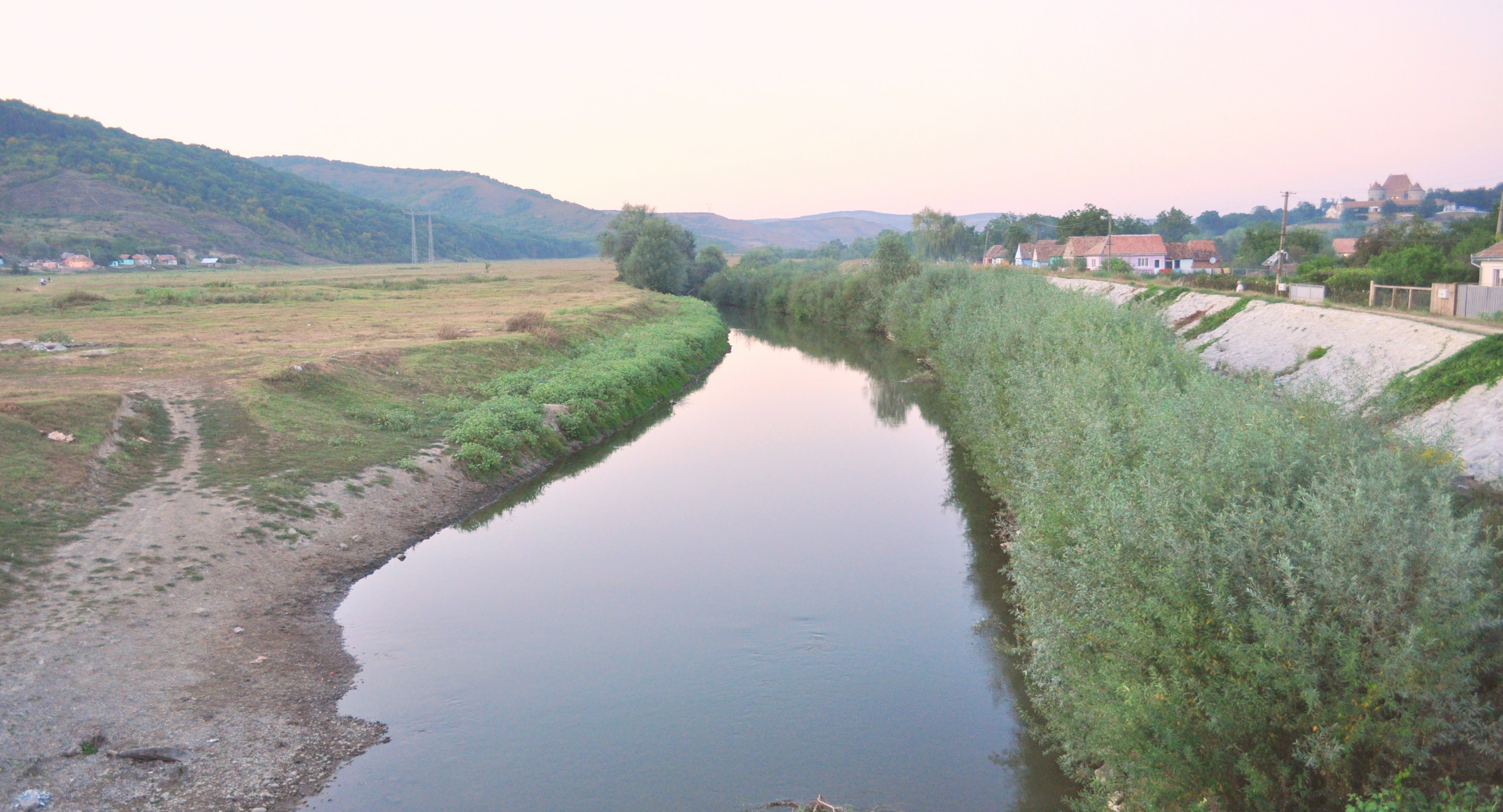
Râul Târnava Mică la Cetatea de Baltă
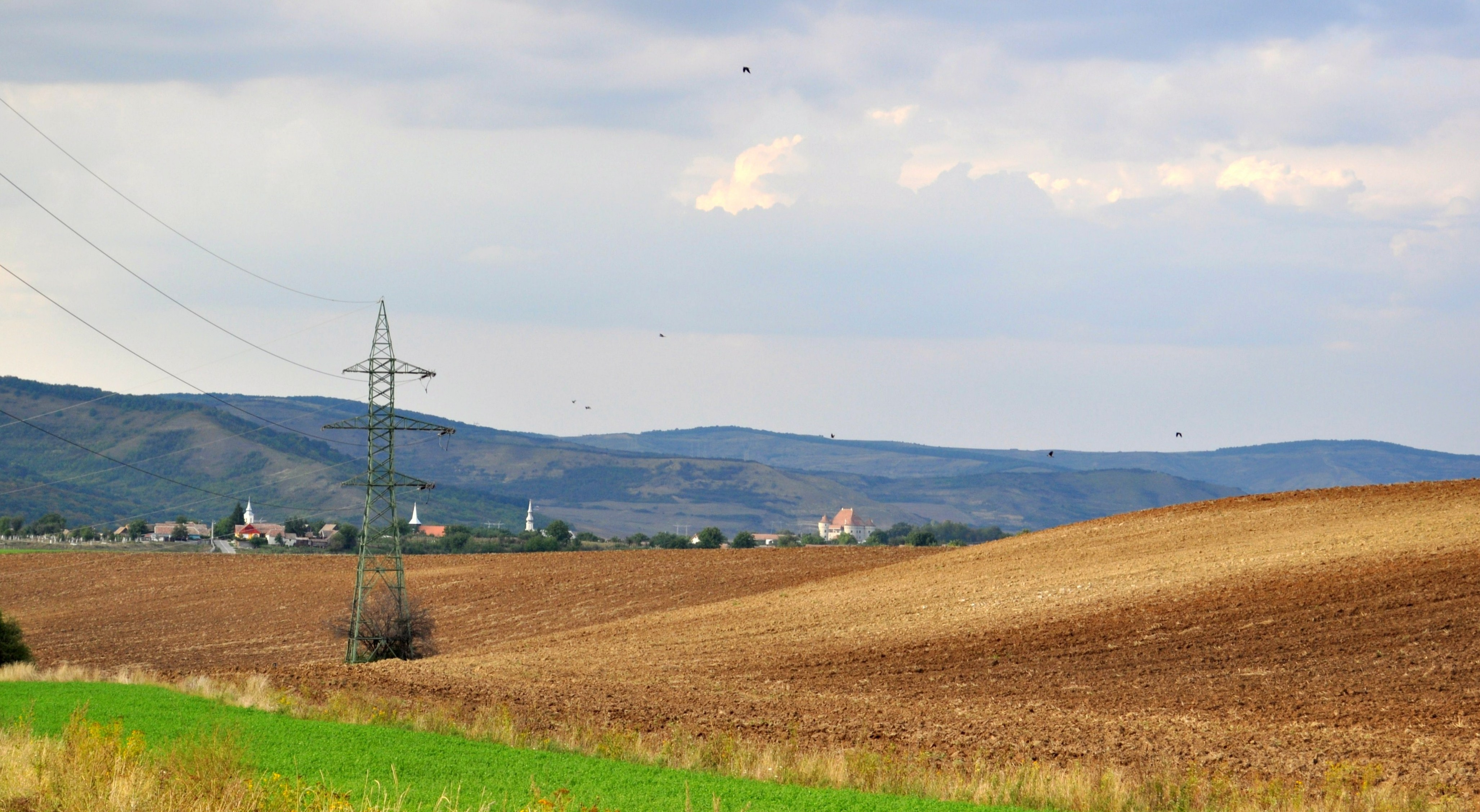
Cetatea de Baltă, panoramă dinspre Tătârlaua cu castelul Bethlen-Haller în partea dreaptă
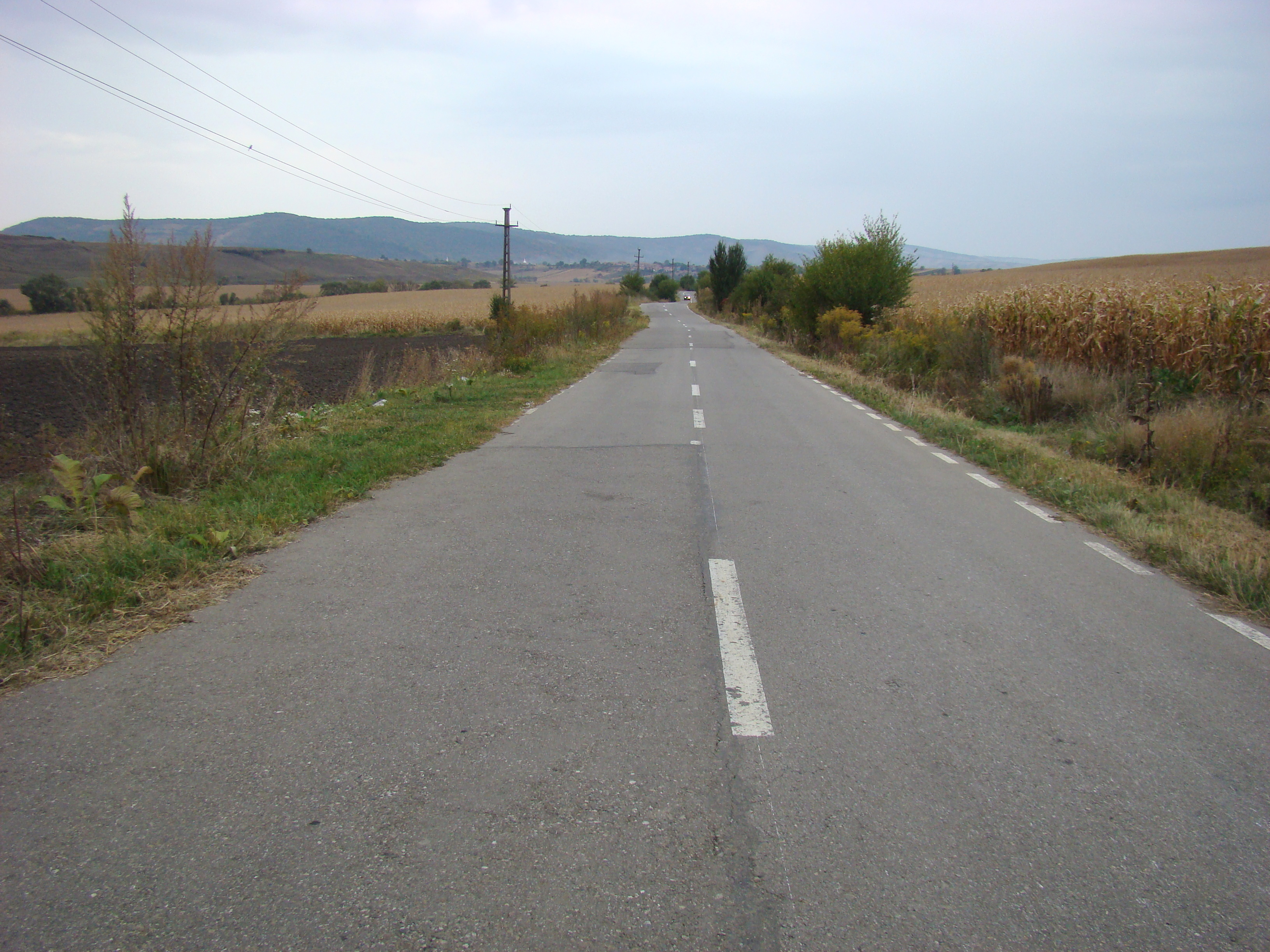
Drumul Cetatea de Baltă (AB)-Boian (SB)
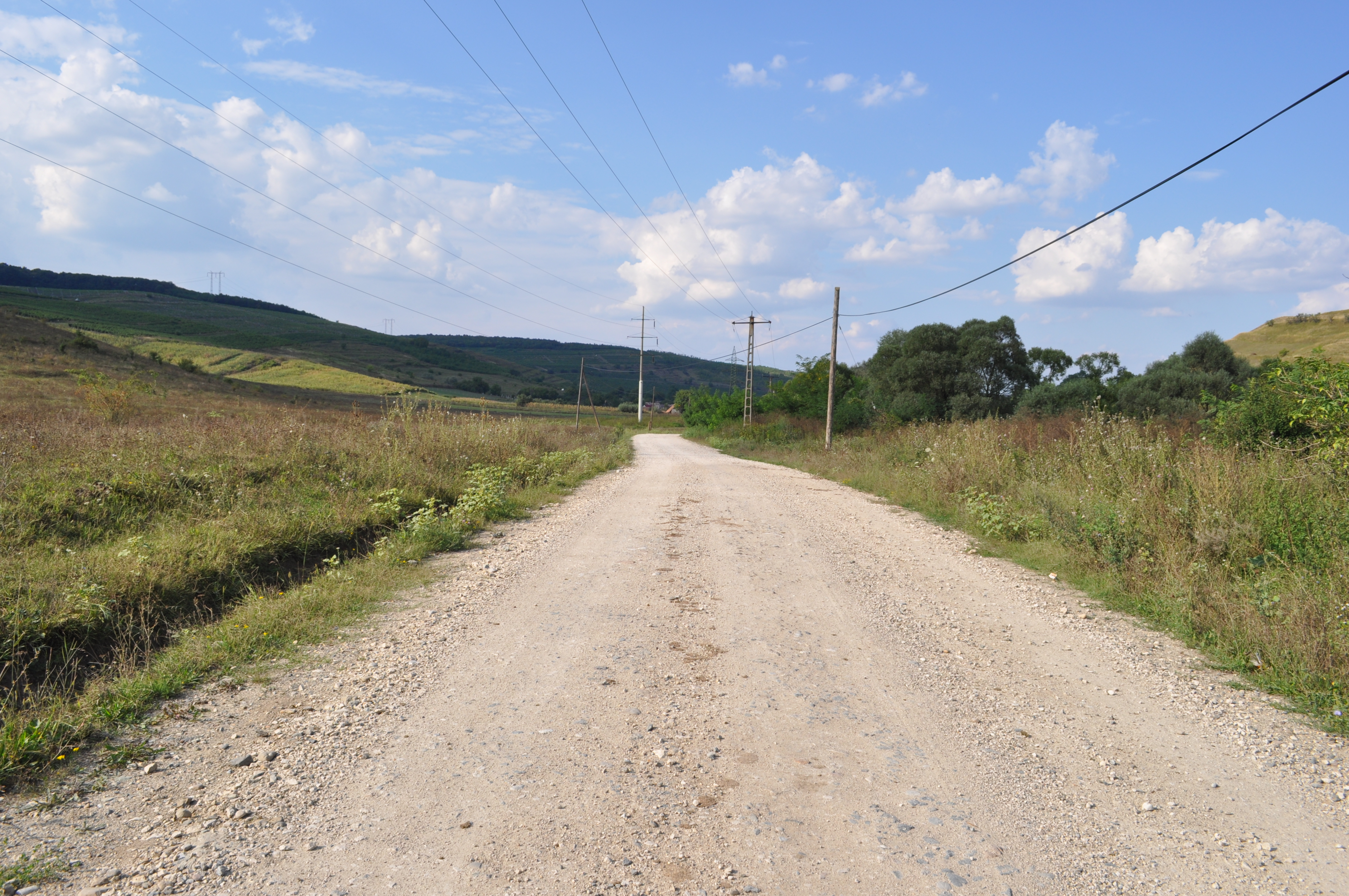
Drumul spre Crăciunelu de Sus
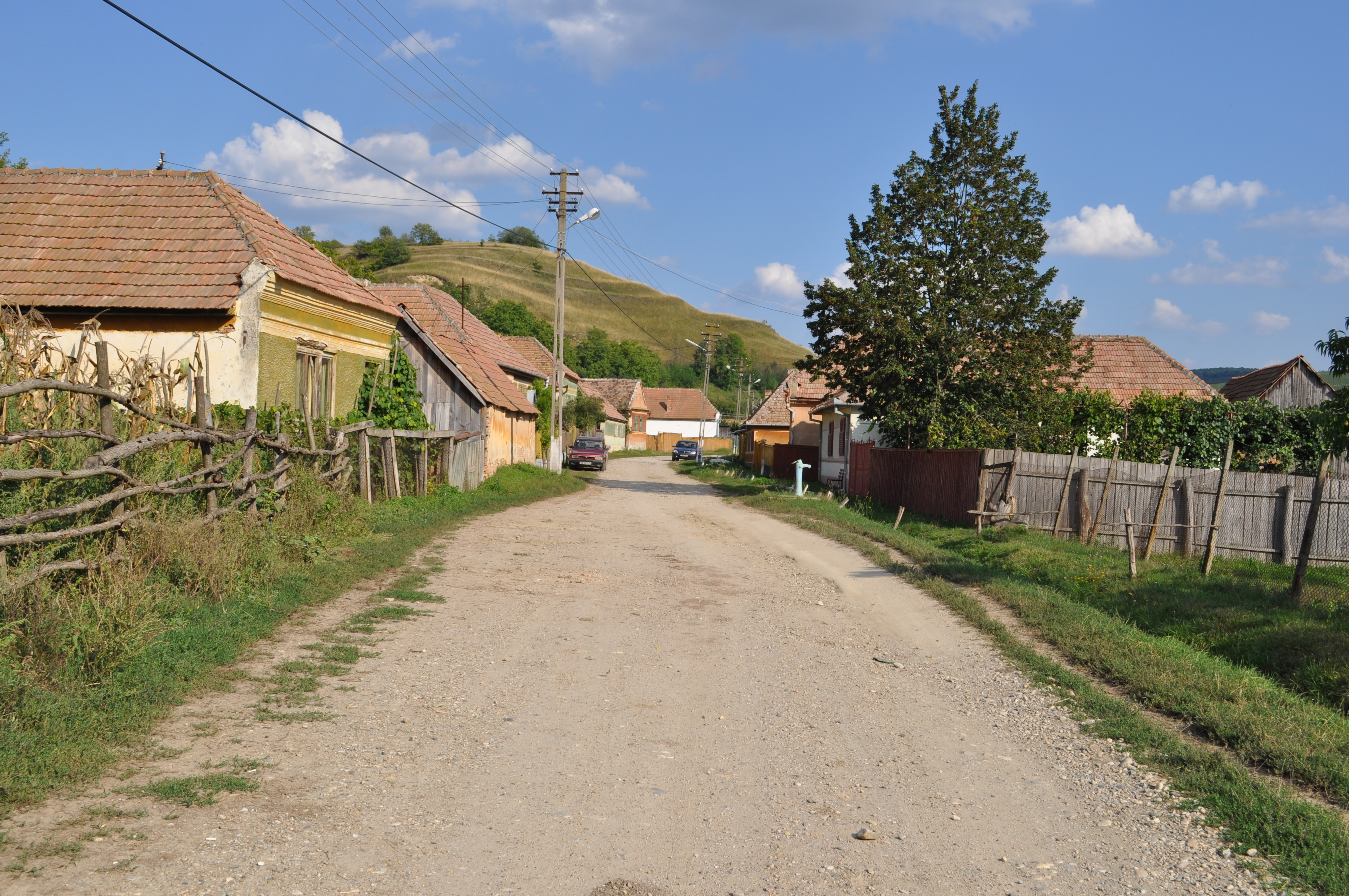
Crăciunelu de Sus
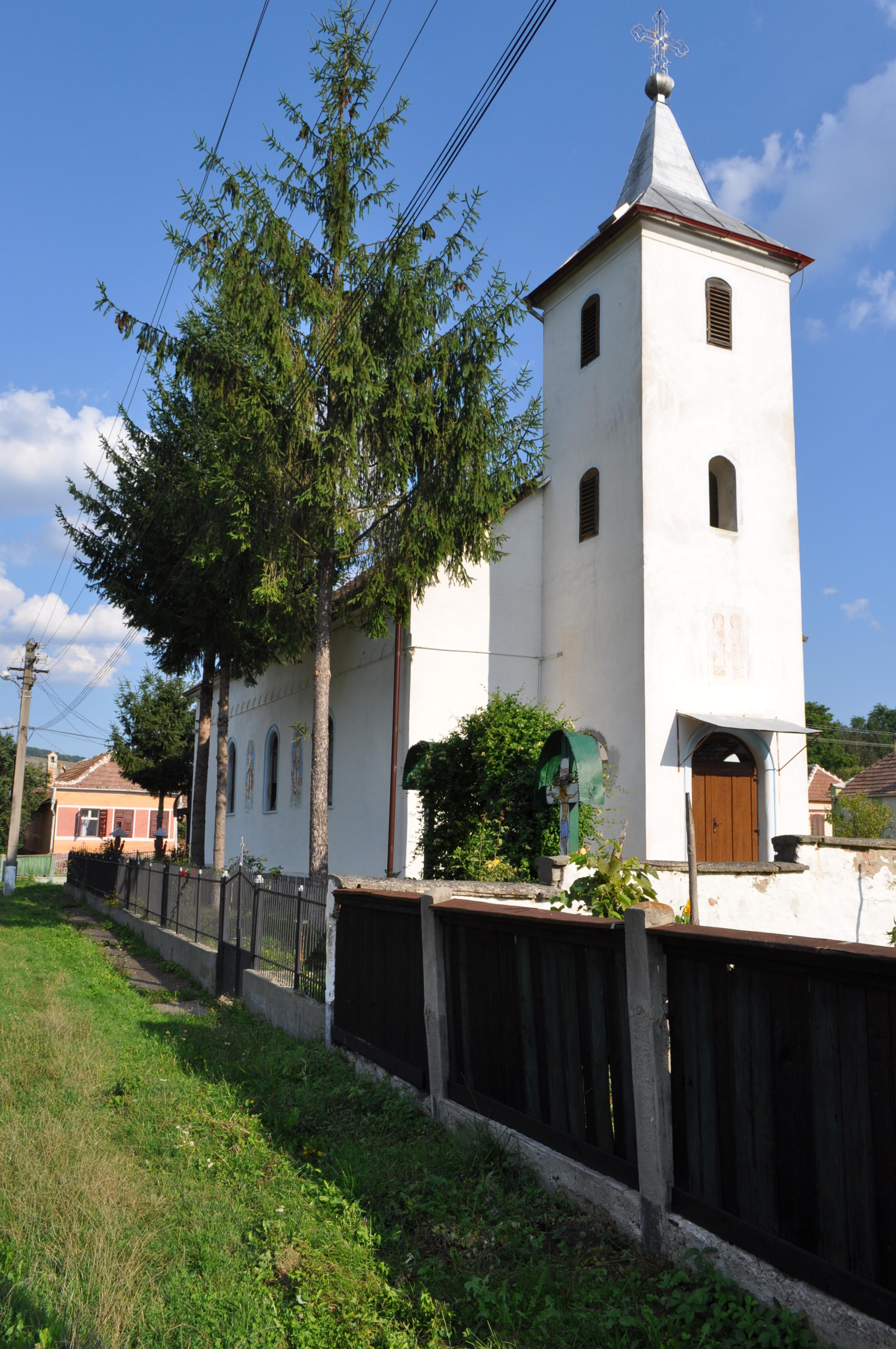
Biserica din Crăciunelu de Sus
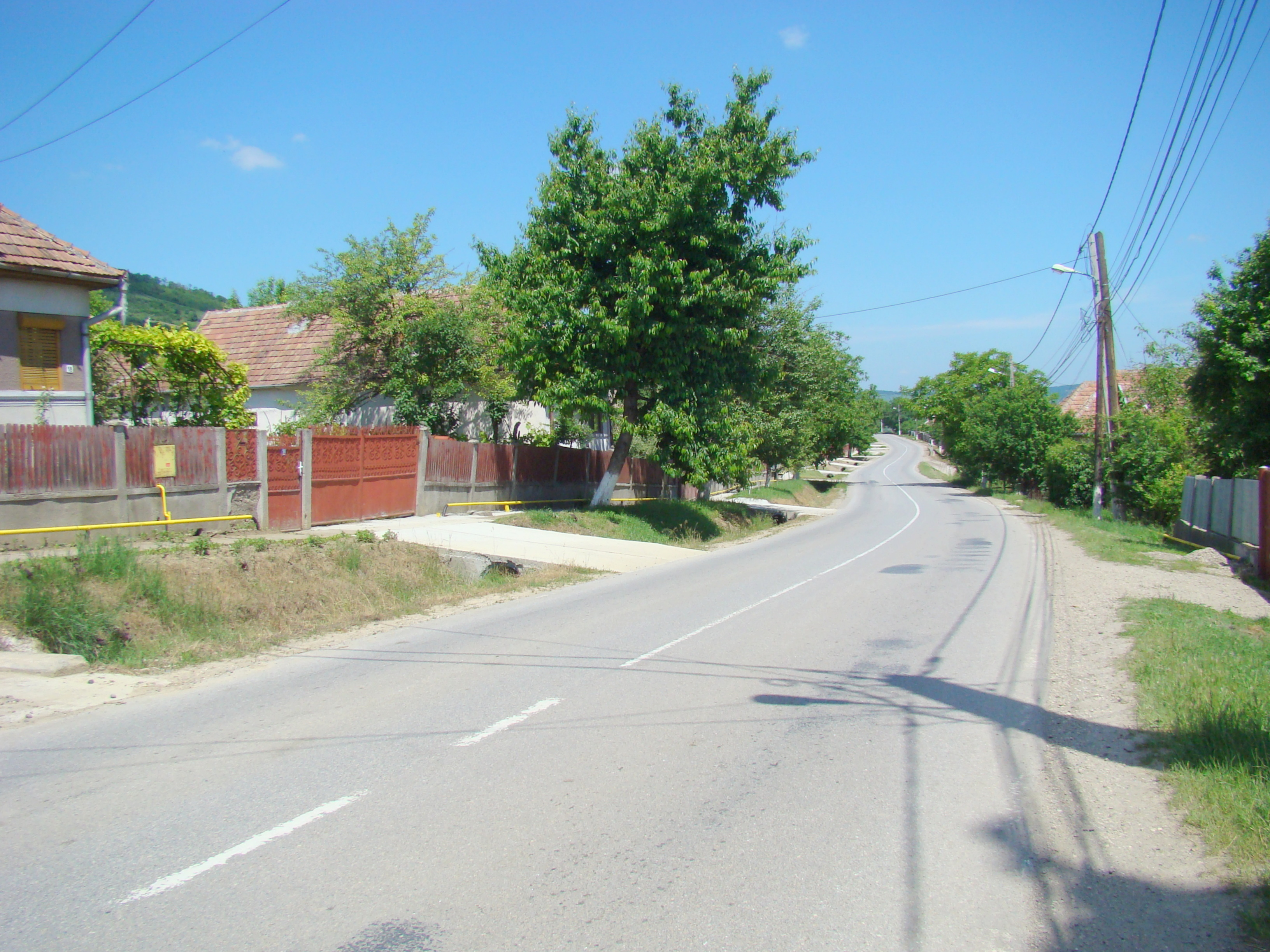
Sântămărie
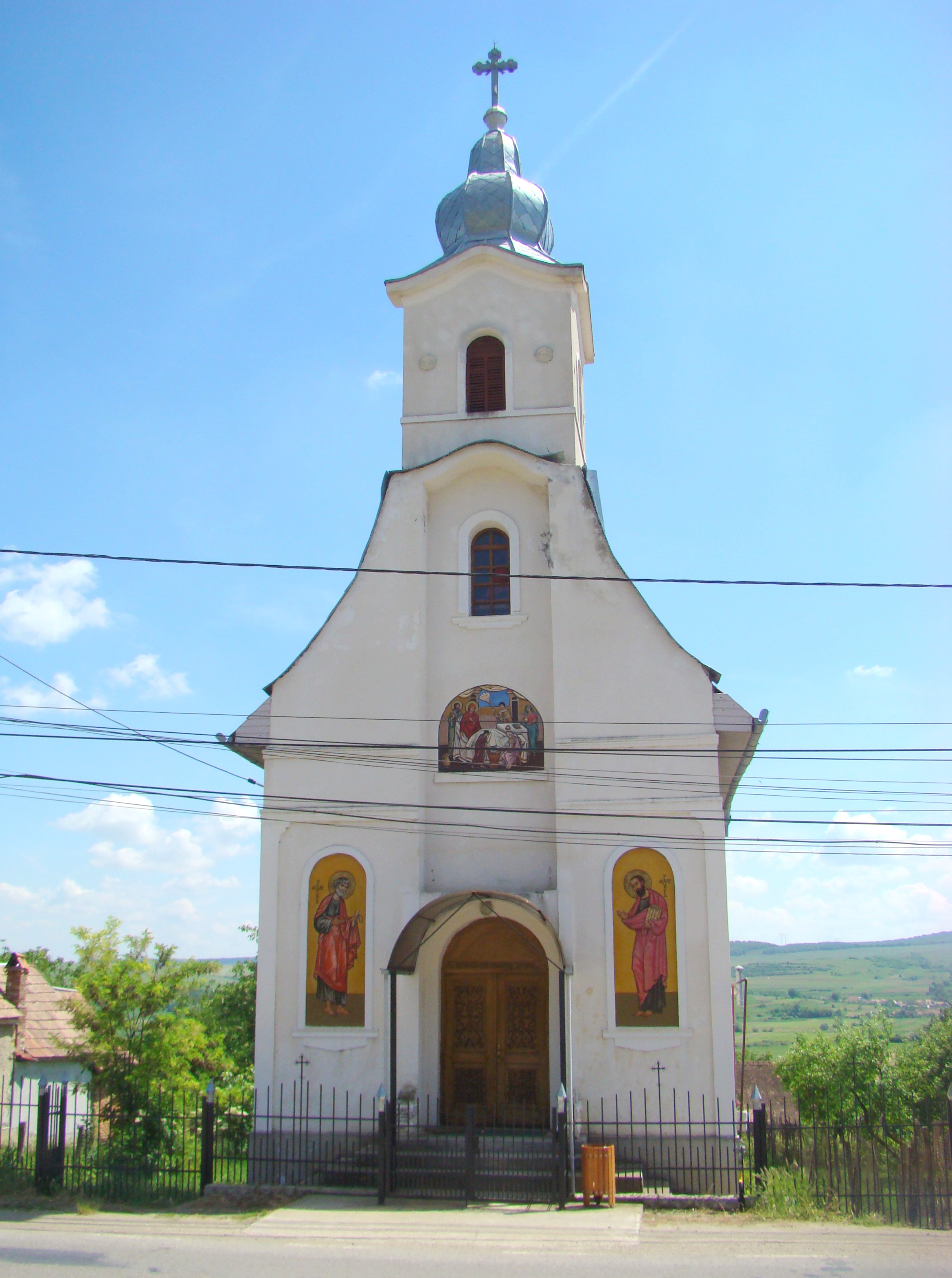
Biserica greco-catolică „Nașterea Maicii Domnului”
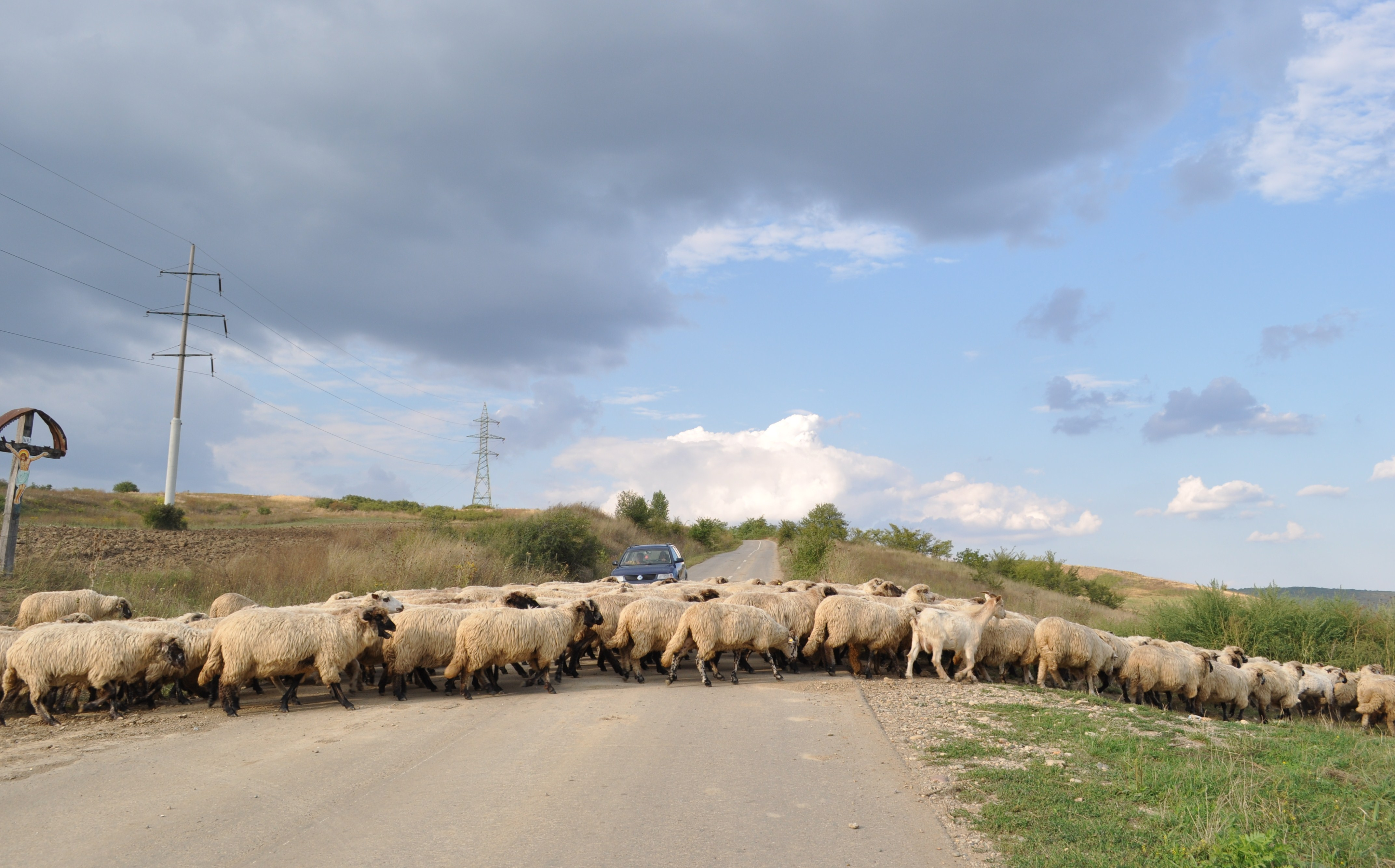
Drumul spre Tătârlaua
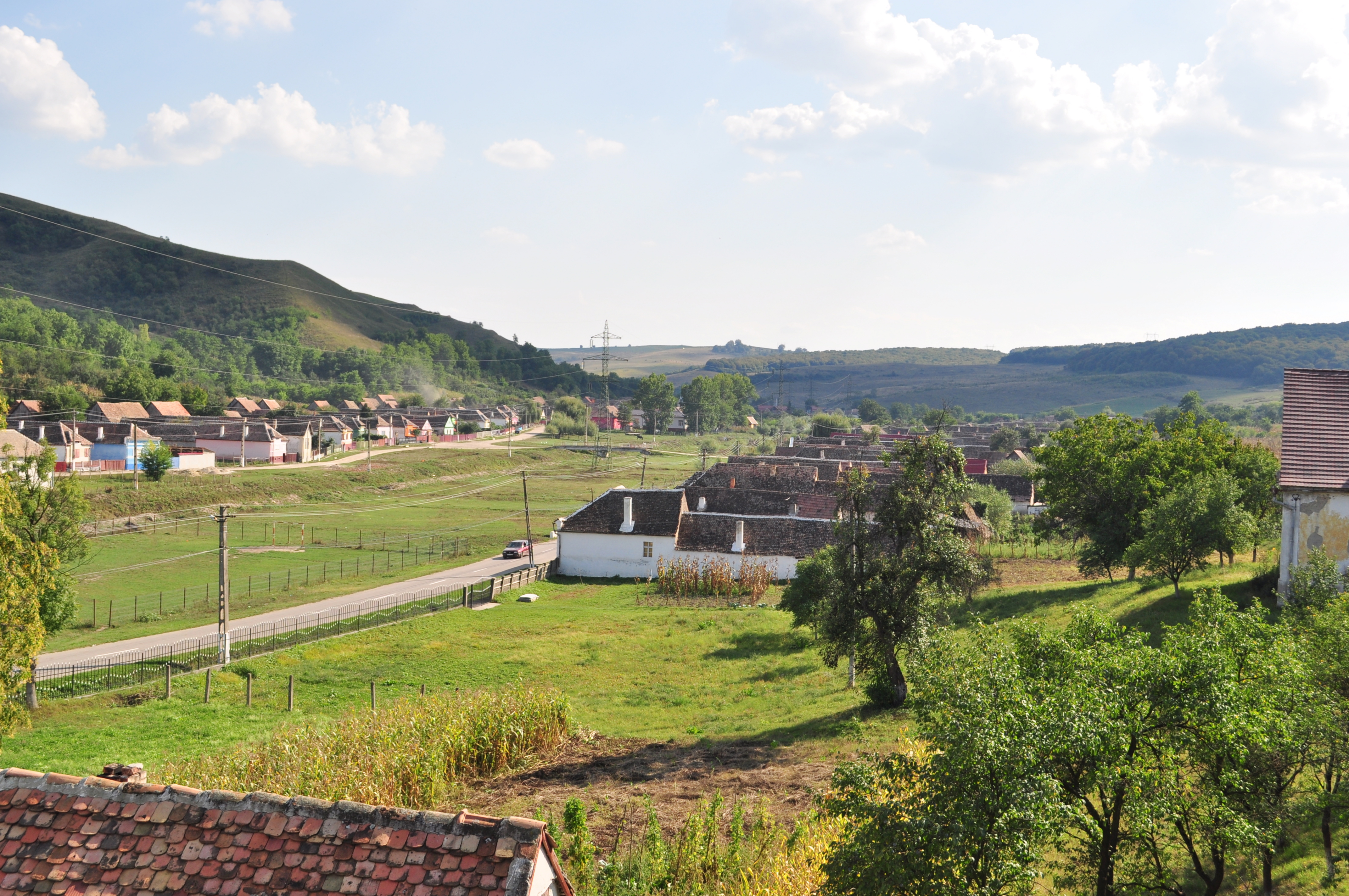
Tătârlaua
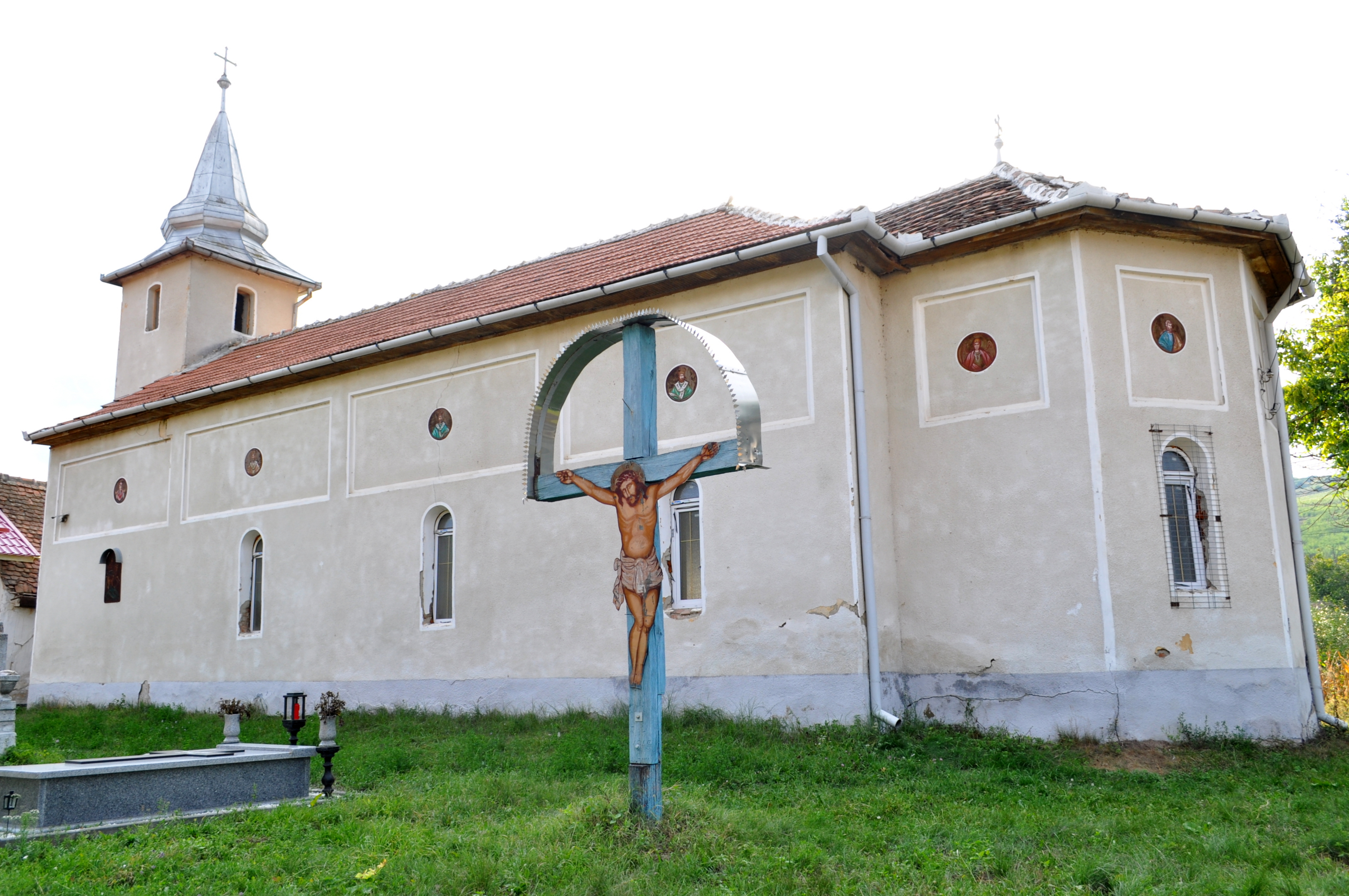
Biserica ortodoxă
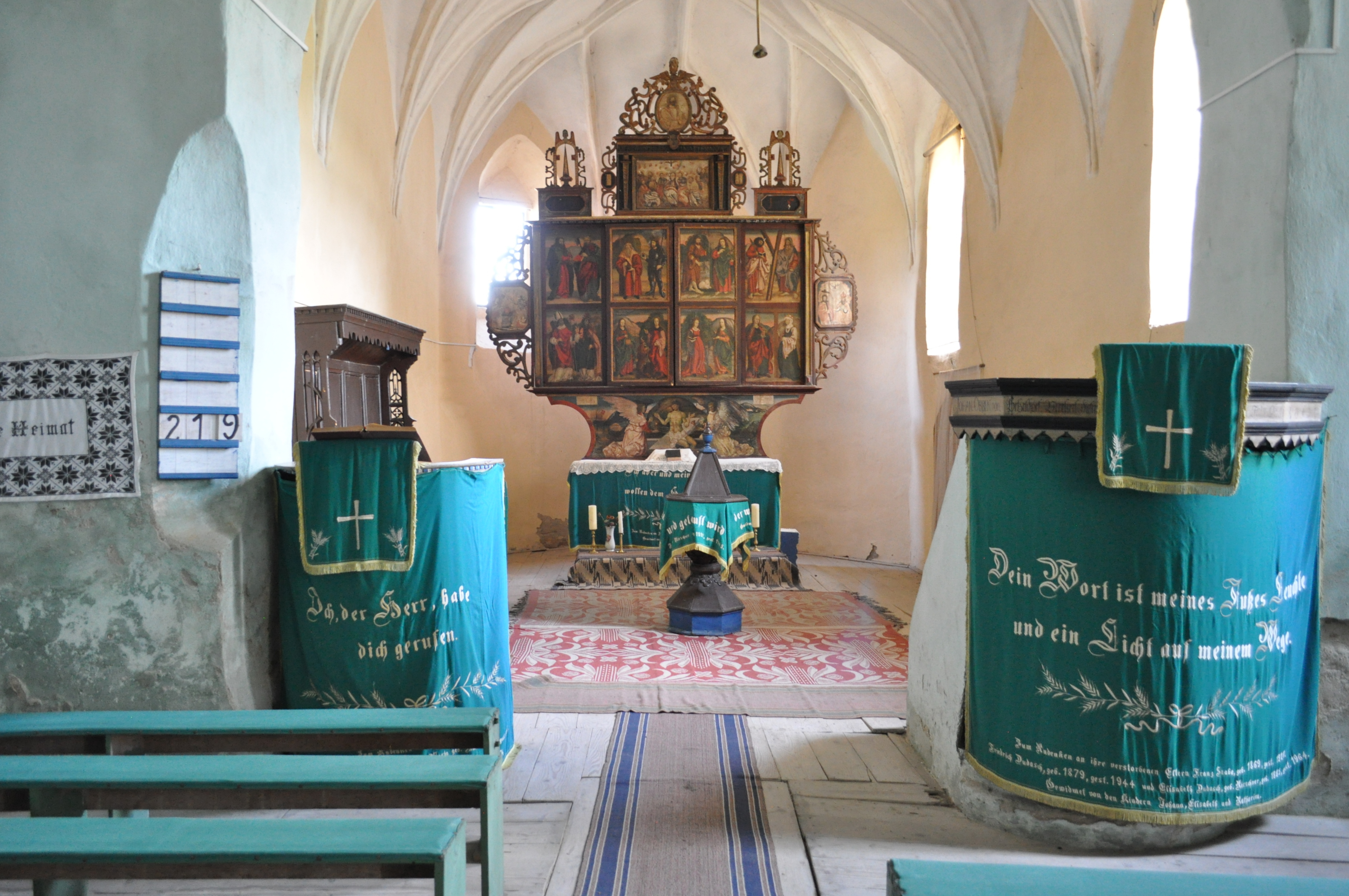
Biserica evanghelică din satul Tătârlaua (monument istoric)